# Хронология вторжения России на Украину (февраль 2022)
Данная статья является частью хронологии широкомасштабного вторжения РФ на Украину и описывает события, произошедшие в феврале 2022 года.

## Февраль

### 24 февраля

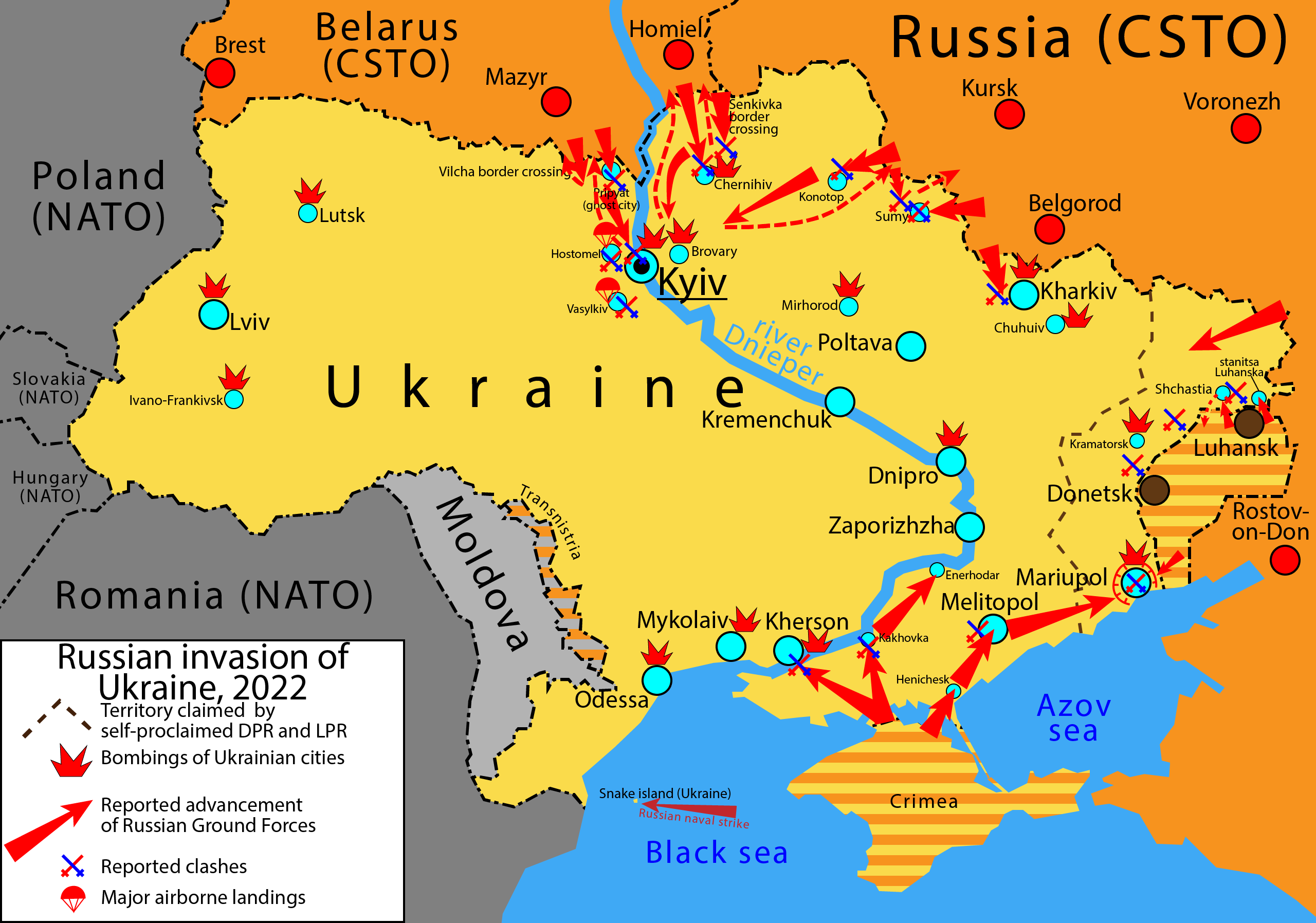
Начало боевых действий

Начало боевых действий российской армией в ночь вторжения переносили с трёх часов на четыре, затем на пять.
Около 5:07 по киевскому времени (около 6 утра по московскому времени) спустя примерно 15 минут после телевизионного обращения Владимира Путина российские войска нанесли ракетные удары по целям вблизи Киева, а по Харькову — удары дальнобойной артиллерией. До рассвета поступили сообщения о взрывах вблизи Одессы, Днепра, Мариуполя, Краматорска и Ивано-Франковска — целями ударов стали военные объекты, однако в нескольких городах и в их окрестностях был нанесён значительный ущерб. Ракетным и артиллерийским обстрелам подверглись аэропорты в Борисполе, Озёрном, Кульбакине, Чугуеве, Краматорске, Чернобаевке. Представители Минобороны США заявили, что россияне выпустили более 100 ракет — баллистические ракеты малой и средней дальности, крылатые ракеты и ракеты морского базирования. Согласно подсчётам в атаке были задействованы 75 российских бомбардировщиков.
Одновременно с этим началось наземное наступление с трёх направлений по всей границе от Житомирской области (из Белоруссии) до Луганской и из Крыма. За первый день вторжения российские войска продвинулись вглубь территории Украины на 25—30 км, на юге — на 70—90 км. Днём российский десант из, по предположению Института по изучению войны, 31-й гвардейской десантно-штурмовой бригады высадился в грузовом аэропорту «Антонов» в Гостомеле в 25 км от Киева, однако к концу дня украинским войскам удалось отбить аэропорт. С российскими войсками, вошедшими на Украину из Белгородской области, были бои под Сумами. Ещё одна группа с того же направления достигла Харьковской окружной автомобильной дороги в первые часы наступления, но не выдержала контратаки. Из Воронежской области российская армия продвинулась к Старобельску на севере Луганской области.

Российскими войсками была захвачена Чернобыльская АЭС. Из-за движения военной техники в зоне отчуждения в воздух поднялась радиоактивная пыль, что привело к 20-кратному (с 3 до 65 микрозиверт в час) скачку уровня гамма-излучения, о чём заявила Государственная инспекция ядерного регулирования Украины.

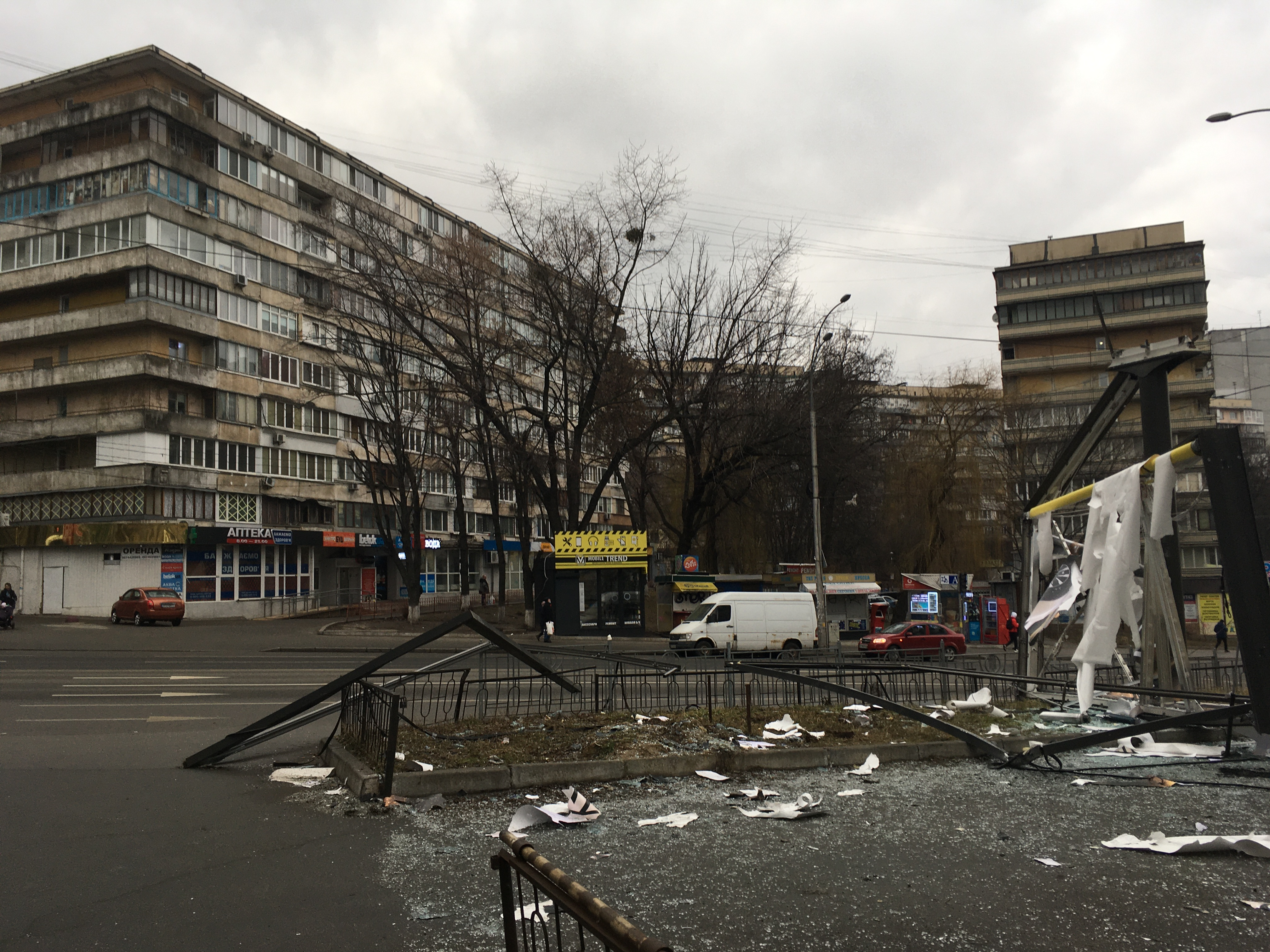
Последствия падения ракеты в Голосеевском районе Киева

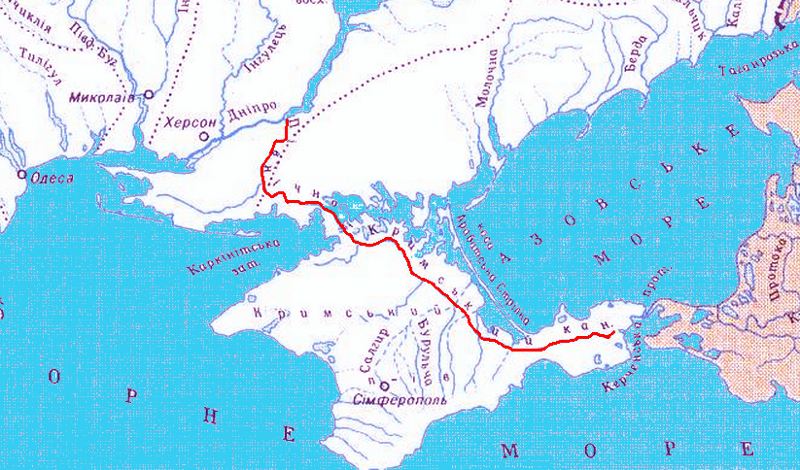
Северо-Крымский канал, по которому в Крым поступает до 85 % питьевой воды, разблокированный российской армией 25 февраля 2022

Наибольшего успеха достигло наступление из Крыма: российские войска продвинулись на 60 километров, приблизившись к Херсону и обеспечив доступ России к Северо-Крымскому каналу. В Запорожской области российская армия продвинулась до въезда в Мелитополь. ВСУ утратили контроль над островом Змеиный в Одесской области. На линии соприкосновения в Донбассе после позиционных боёв российские силы провели неудачную попытку наступления на Мариуполь.
Подтверждена гибель 17 мирных жителей, в том числе 13 убитых на юге Украины, трое в Мариуполе и один в Харькове. Би-би-си сообщило, что в результате ударов российских ВС погибло не менее 40 украинских военнослужащих. По данным властей Украины, за день украинским войскам удалось сбить семь российских самолётов и семь вертолётов.
В своём втором обращении по поводу войны президент США Джо Байден объявил о тотальной заморозке активов нескольких российских банков в США (в том числе Сбербанка и ВТБ, крупнейшего и второго по величине соответственно). Однако он не вводил санкции против самого Путина и не призывал к отключению России от глобальной банковской биржи SWIFT. Президент Владимир Зеленский заявляет о 137 погибших и 316 раненых.

### 25 февраля

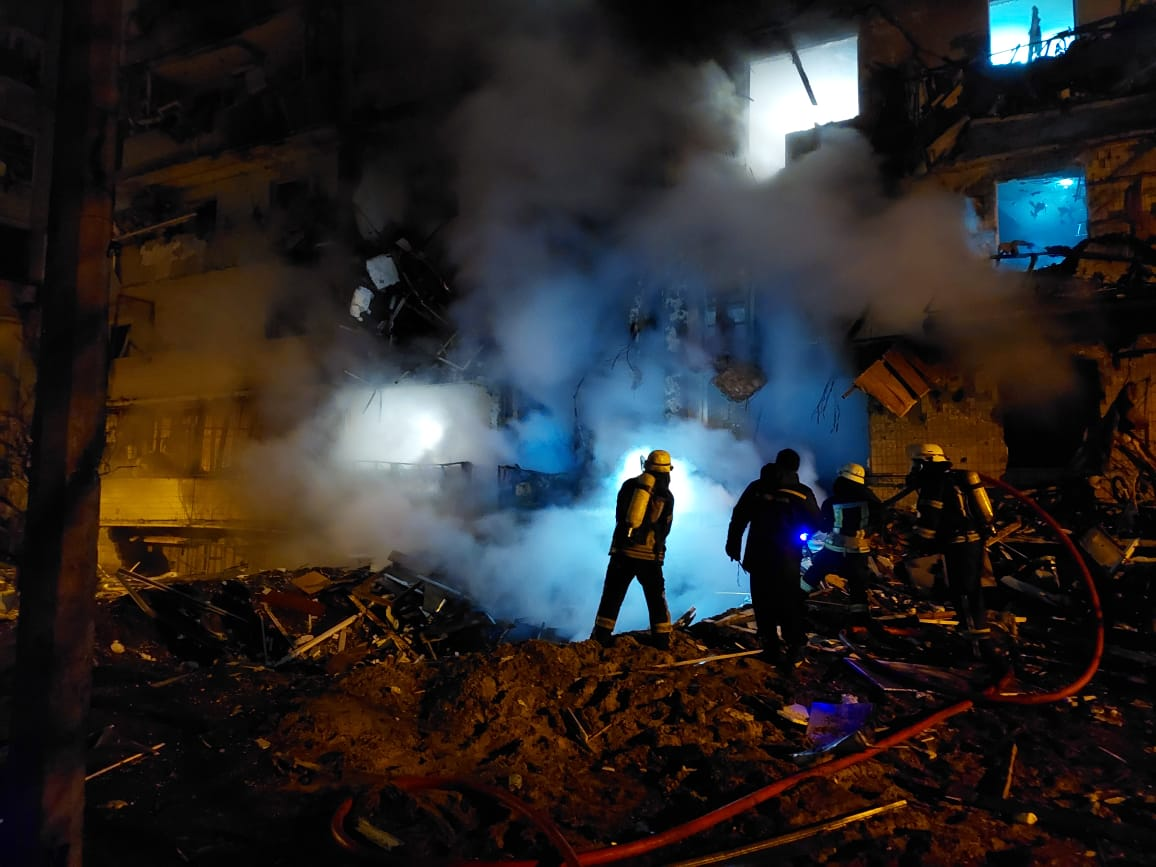
Дом № 7А на улице Александра Кошица в Дарницком районе Киева после попадания обломков ракеты,
25 февраля 2022

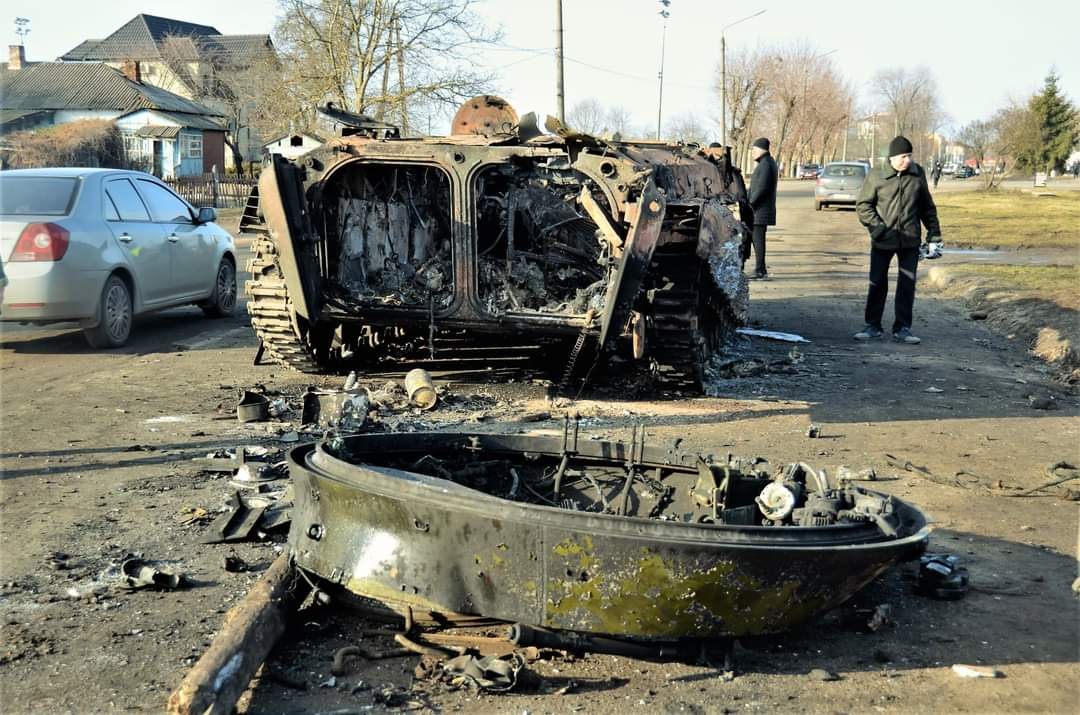
Подбитая БМП-2 в Конотопе,
25 февраля 2022

В ночь на 25 февраля на сайте президента Украины был опубликован указ Владимира Зеленского о создании Ставки Верховного главнокомандующего, которую он сам возглавил. В её состав вошли руководители силовых ведомств, премьер-министр Денис Шмыгаль, министр иностранных дел Дмитрий Кулеба, председатель Верховной рады Руслан Стефанчук, а координатором назначен секретарь Совета национальной безопасности и обороны Алексей Данилов. Зеленский также объявил всеобщую мобилизацию на 90 суток.
Российские войска, пройдя ночью через зону отчуждения Чернобыльской АЭС, подошли к Киеву с севера. Там же сконцентрировались войска Росгвардии. Передовые отряды заходили в северный район Оболонь. Ещё ранним утром в Печерском и Голосеевском районах были слышны взрывы.
В 06:47 подразделение украинской армии взорвало мост в Иванкове под Киевом, остановив продвижение российской танковой колонны.
Украинские войска заявили о размещении в Киеве сил для обороны города.
Российские войска вновь заняли аэропорт в Гостомеле в ходе наземного наступления из Белоруссии, однако украинские войска повредили взлётную полосу, что сделало невозможным использование аэропорта. К середине утра российские войска и бронетехника достигли северного района Киева, войдя в Оболонский район Киева, после чего украинское правительство призвало своих граждан делать коктейли Молотова. Минобороны России заявило, что Киев был блокирован с запада. С северо-востока к Киеву продвигались ещё две российские группировки.
Российские войска прекратили безуспешные попытки захвата Чернигова и вместо этого обогнули его, двигаясь к Киеву по восточному берегу Днепра.
На юге Украины шли бои за Мелитополь. Украинская армия взрывала мосты, пытаясь замедлить российское наступление, однако к вечеру российские войска заявили о взятии города.

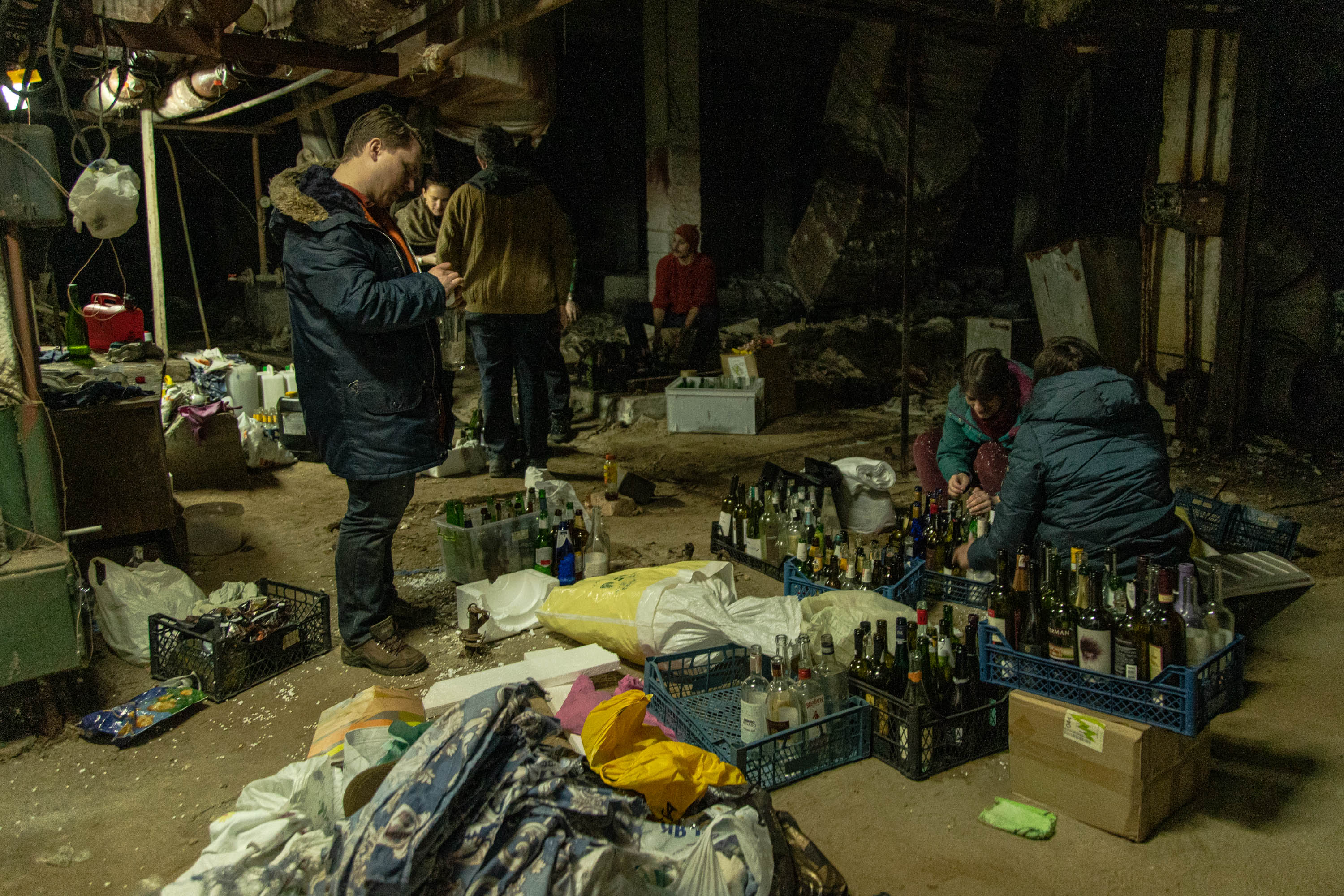
Жители Киева готовят в подвале «коктейли Молотова», 25 февраля 2022

В 08:15 российские войска подошли к Херсону, прорвали оборону города и вышли на Антоновский мост через Днепр.
В Ахтырке Сумской области российскими войсками из РСЗО «Ураган» с применением кассетных боеприпасов были обстреляны ясли и детский сад. Погибли 3 человека, прятавшиеся там во время боёв, в том числе один ребёнок; позже количество погибших увеличилось до 6.
Группа Лондонской фондовой биржи приостановила торговые привилегии банка ВТБ, а привязанная к доллару криптовалюта Tether стала популярной среди украинцев.
Российская сторона заявила, что украинские войска нанесли ракетный удар по аэропорту Миллерово Ростовской области, однако украинская сторона не подтвердила проведение операций на российской территории.

### 26 февраля

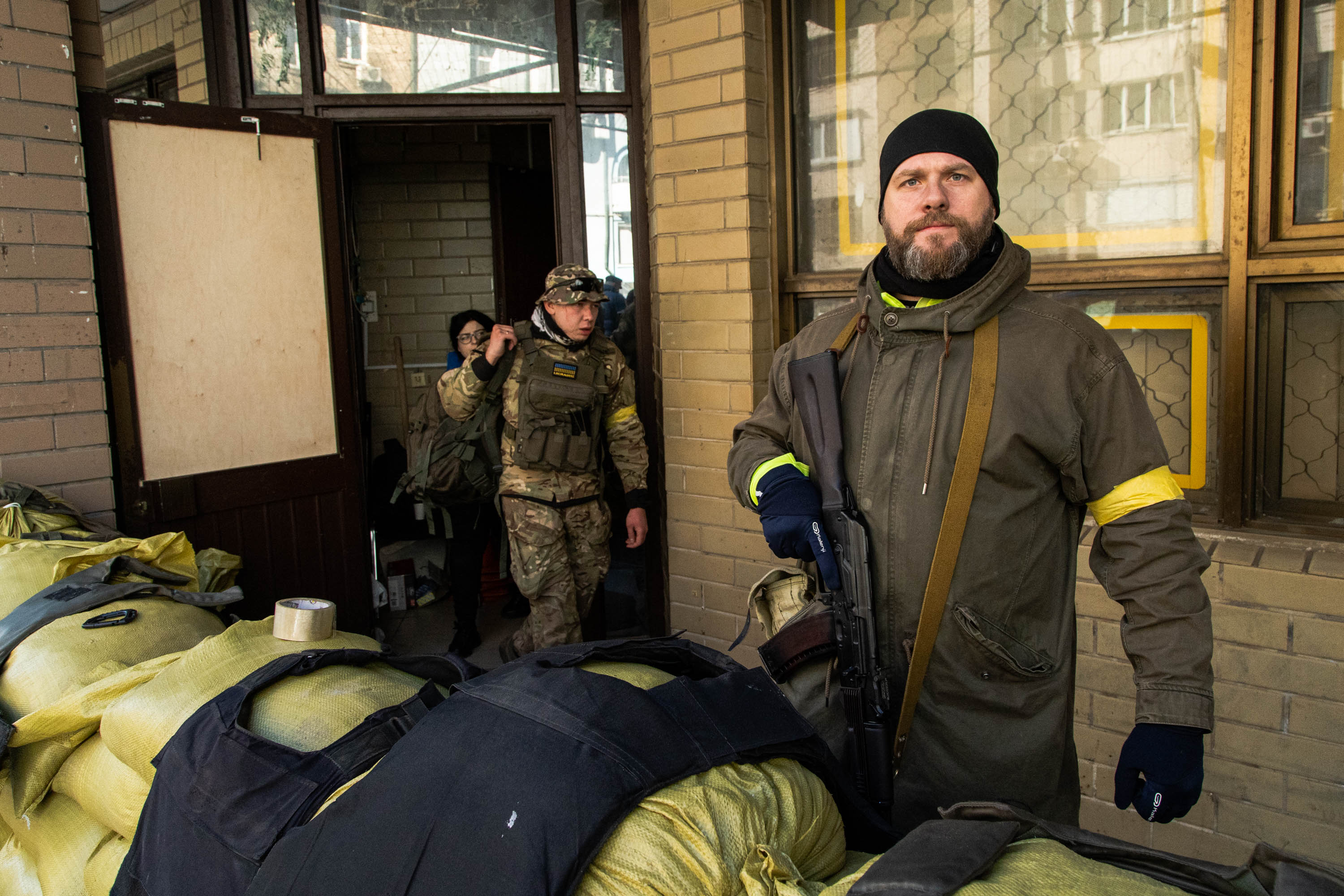
Бойцы украинской территориальной обороны в Киеве, 26 февраля 2022
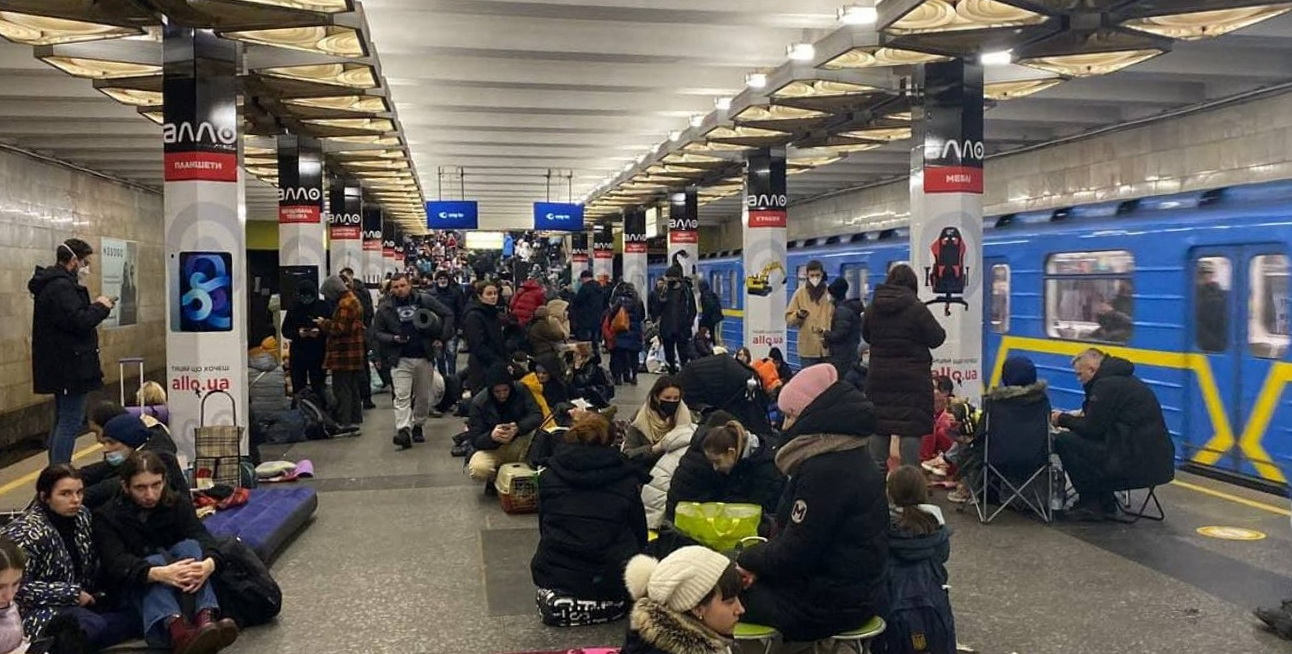
Киевляне прячутся в метро, 26 февраля 2022

Ночью с 25 на 26 февраля СМИ сообщили о боях в городе Василькове вблизи Киева, где, по утверждениям украинских представителей, была предпринята ещё одна попытка высадки российских десантников. Глава Василькова Наталья Баласинович заявила, что российские десантники ведут «упорные бои с бойцами нашей 40-й бригады» и «у нас есть потери», среди которых «много раненых» и «есть, к сожалению, двухсотые». Генштаб ВСУ заявил, что в этом районе украинский истребитель Су-27 сбил российский транспортный самолёт Ил-76МД с десантом на борту, а второй транспортник был сбит около Белой Церкви из зенитно-ракетного комплекса С-300П. Минобороны России никак не комментировало информацию. Associated Press сообщило, что два американских чиновника, «осведомлённых о ситуации на месте», подтвердили сбитие самолётов. Британская газета «Гардиан» отмечала, что убедительных публичных доказательств утверждений о сбитии Ил-76 и высадке российского десанта в Василькове не появилось.
Начиная с трёх часов ночи информационные агентства стали публиковать сообщения о начале уличных боёв в Киеве. Канал Euronews сообщал о стрельбе в районе центральной транспортной артерии города — проспекта Победы.
Около 03:00 по Киеву зафиксировали более 48 взрывов за 30 минут — сообщалось, что украинские военные ведут бой возле ТЭЦ-6 в северном районе Троещина. Сообщалось о тяжёлых боях возле Киевского зоопарка и микрорайона Шулявка. Рано утром 26 февраля украинские военные заявили, что отразили нападение на военную базу, расположенную на проспекте Победы; они также утверждали, что отразили нападение российской армии на город Николаев на Чёрном море.
Глава Луганской областной военно-гражданской администрации Сергей Гайдай подтвердил, что украинская сторона утратила контроль над посёлками Станица Луганская и Марковка и селом Крымское, отметив, что Северодонецк готовится к обороне.
Баласинович сообщила, что в нефтебазу в Василькове попали две ракеты и начался пожар. Сетевое издание «Настоящее время» в связи с этим отметило, что причиной обстрелов местности послужило то, что возле Василькова расположены крупные склады боеприпасов.

### 27 февраля

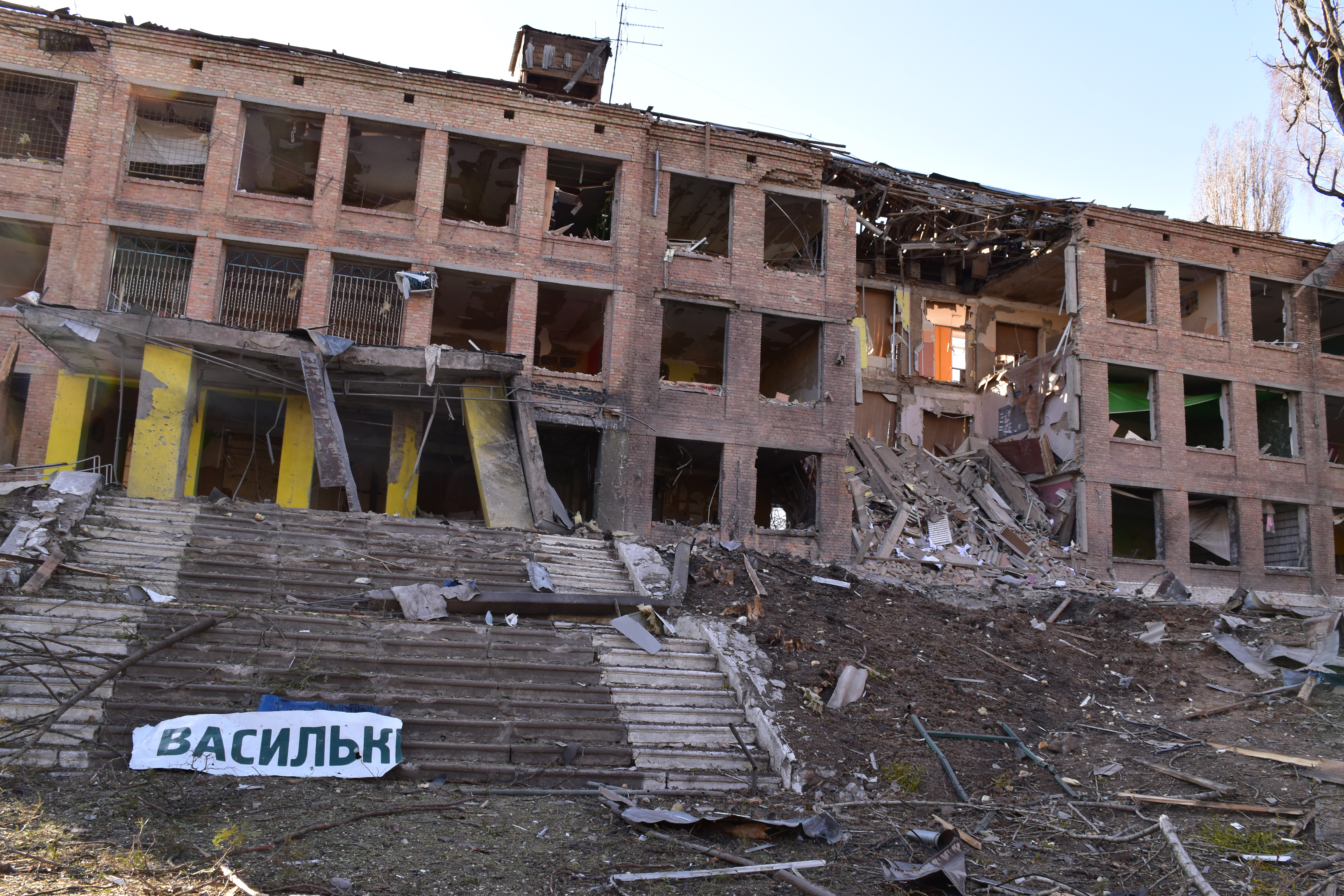
Разрушения в Василькове

В ночь на 27 февраля российские войска нанесли удары по аэродромам и топливным объектам Украины. В частности, в результате российской бомбардировки возник пожар в хранилищах горючего в Василькове Киевской области. В Офисе президента заявили, что бомбёжке подвергся киевский аэропорт Жуляны. По данным BBC, ночью в результате атаки российских вооружённых сил был взорван газопровод под Харьковом.
Глава Харьковской облгосадминистрации Олег Синегубов сообщил о входе лёгкой российской техники в Харьков, включая его центральную часть. Позднее Синегубов заявил, что украинская сторона полностью контролирует Харьков и Чугуев.
Российские войска оккупировали город Бердянск на юге Запорожской области. Глава города Новая Каховка Херсонской области Владимир Коваленко сообщил о захвате города российскими войсками. Также российские войска, вероятно, захватили город Купянск Харьковской области.
Российские войска нанесли ракетный удар по аэропорту Житомира. ЛНР заявила, что нефтяной терминал в городе Ровеньки был поражён украинской ракетой.
Президент России Владимир Путин поручил министру обороны и начальнику Генштаба России перевести российские силы ядерного сдерживания на «особый режим боевого дежурства». Несколько российских банков были удалены из SWIFT, а Турция объявила, что в Чёрном море существует состояние войны, что позволяет ей применить положения Конвенции Монтрё, закрыв проливы Босфор и Дарданеллы для прохода военных кораблей России и Украины. Евросоюз закрыл российским самолётам своё воздушное пространство.

### 28 февраля
Донецкая Народная Республика приостановила всеобщую мобилизацию.
Российские войска нанесли удар по базе ВСУ в Ахтырке (Сумская область), в результате чего погибли свыше 70 военнослужащих.
Спальные районы Харькова без военной инфраструктуры и населённые пункты Харьковской области были обстреляны РСЗО. Погибли по меньшей мере 10 человек. Обстрелам подверглись Киев и Одесса, Бровары стали целью авианалёта, в Чернигове в жилой дом попала ракета. Мариуполь был частично окружён, был нанесён артиллерийский удар по Северодонецку.
Российские войска окружили Херсон.
Издание The Times заявило, что более 400 наёмников ЧВК Вагнера были отправлены в Киев с целью убить Зеленского. По информации издания, для их устранения в столице были ужесточены условия комендантского часа. Conflict Intelligence Team опубликовал информацию об использовании российскими войсками незащищённой связи: раций гражданского образца и сотовых телефонов.
Первоначальный раунд мирных переговоров между Россией и Украиной на белорусско-украинской границе закончился безрезультатно.
ООН заявила о подтверждённой с начала войны гибели на Украине 100 мирных жителей, в том числе 16 детей. Генассамблея ООН собралась на экстренное заседание по ситуации на Украине — оно началось с минуты молчания. Президент Украины Владимир Зеленский подписал заявление о приёме страны в Евросоюз. Михаил Ходорковский, Сергей Гуриев, Евгений Чичваркин и другие политики, предприниматели, учёные и активисты российского происхождения объявили о создании Антивоенного комитета России.